# Ионеску де ла Брад, Ион
Ион Ионеску де ла Брад (рум. Ion Ionescu de la Brad; 24 июня 1819, Роман Княжество Валахия — 16 декабря 1891, Брад, Молдова, Австро-Венгрия, ныне коммуна Негри, жудец Бакэу, Румыния) — румынский учёный- агроном
, экономист, статистик, педагог, профессор Ясского университета. Почётный член Румынской академии (1884). Первый профессор сельскохозяйственных наук в истории румынского образования. революционер.
Пионер модернизации румынского сельского хозяйства и развития современных сельскохозяйственных наук в Румынии. Один из организаторов румынской земельной реформы 1864 года.

## Биография
Сын священника. Учился в Академии в Яссах, основанной при Михаиле Стурдза, затем в Парижском университете, где специализировался на аграрной экономике. В 1842 году стал профессором агрономии в Academia Mihăileană в Яссах. Вместе с Николае Бэлческу был стал главным сторонником земельной реформы в Дунайских княжествах.
В 1844 году разработал и предложил проект строительства искусственного водного пути (канал) через османскую провинцию Добруджа, расположенную между Дунаем и Чёрным морем (порт Констанца) для поддержки транспортировки растущего производства зерновых в Дунайских княжествах к морским портам.
Был участником Революции 1848 года в Дунайских княжествах. Лидер радикальной фракции в комиссии, созданной для проведения земельной реформы в Румынии. После поражения валашской революции в сентябре 1848 года был отправлен в ссылку в Османскую империю. Вернувшись на родину в 1857 году стал активным участником объединения княжеств Молдавии и Валахии (в 1859—1861)

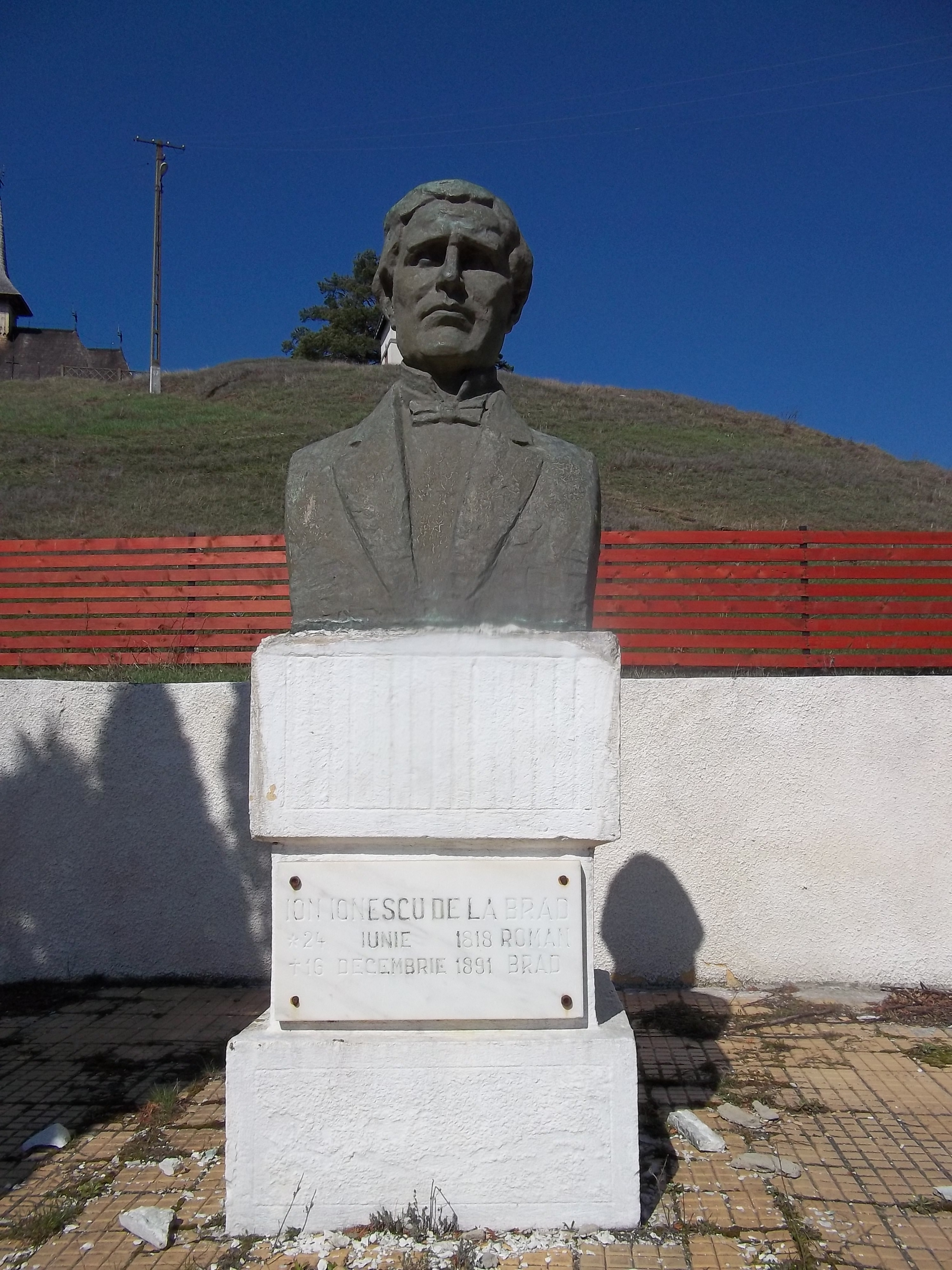
Бюст Иона Ионеску де ла Брада

Занимался аграрной реформой, сельскохозяйственным образованием, экономическими и статистическими исследованиями. Плодовитый учёный и писатель
 на сельскохозяйственные и экономические темы, автор более 40 книг и брошюр и около 400 статей.

## Память
- Его имя ныне носит Ясский университет сельскохозяйственных наук и ветеринарной медицины (IULS).
- Национальный банк Румынии 25 июня 2018 года выпустил в обращение памятную серебряную монету номиналом 10 леев, посвященную 200-летию со дня рождения известного учёного в области сельского хозяйства[3].
- Установлен бюст учёному.